# Lista volumelor publicate în Colecția romanelor științifico-fantastice (Editura Univers)

Sigla Colecției romanelor științifico-fantastice (Editura Univers)

Colecția romanelor științifico-fantastice (sau Colecția romanelor SF) de la Editura Univers a apărut în 1975 odată cu apariția primului volum, Seniorii războiului de Gérard Klein. Cu toate că se numește Colecția romanelor științifico-fantastice, numărul 6, Omul de cristal, este o colecție de povestiri de Edward Page Mitchell, iar numărul 9, Șalmugra, este o antologie de povestiri sovietice editată de Ion Covaci.
Primele 10 volume au coperta realizată de Peter Pusztai, iar cele din 1988 au coperta creată de Dan Stanciu.

## 1975-1988
Între anii 1975 și 1988 au fost publicate 12 volume numerotate ale Colecției romanelor științifico-fantastice.
| Nr. | Autor(i)                        | Titlu                      | Titlu original             | Traducător(i)                | Data apariției | Note / Ref. |
| --- | ------------------------------- | -------------------------- | -------------------------- | ---------------------------- | -------------- | ----------- |
| 1   | Gérard Klein                    | Seniorii războiului        | Les Seigneurs de la guerre | Vladimir Colin               | 1975           | [ 3 ] [ 4 ] |
| 2   | Isaac Asimov                    | Soarele gol                | The Naked Sun              | Florin Ionescu               | 1975           | [ 5 ]       |
| 3   | Auguste Villiers de l'Isle-Adam | Viitoarea Evă              | L'Ève future               | Mihai Elin                   | 1976           | [ 6 ]       |
| 4   | Michael Crichton                | Germenul Andromeda         | The Andromeda Strain       | Margareta Dan                | 1976           | [ 7 ]       |
| 5   | Herbert W. Franke               | Rețeaua gîndurilor         | Das Gedankennetz           | Elena Andrei și I. M. Ștefan | 1979           | [ 8 ]       |
| 6   | Edward Page Mitchell            | Omul de cristal            | The Crystal Man            | Margareta Dan                | 1980           | [ 10 ]      |
| 7   | François Clément                | Așa s-a născut o insulă    | Naissance d'une île        | Alexandra Cuniță-Vlăduț      | 1980           | [ 11 ]      |
| 8   | Isaac Asimov                    | O piatră pe cer            | Pebble in the Sky          | Maria-Ana Tupan              | 1981           | [ 12 ]      |
| 9   | Ion Covaci, editor              | Șalmugra                   | Шальмугровое яблоко        | Ion Covaci, Nina Antonescu   | 1981           | [ 13 ]      |
| 10  | John Brunner                    | Răbdarea timpului          | The Long Result            | Vladimir Colin și I. Pascal  | 1988           | [ 14 ]      |
| 11  | Herbert W. Franke               | Zona zero                  | Zone Null                  | Peter Srager                 | 1988           | [ 16 ]      |
| 12  | A. E. van Vogt                  | Războiul împotriva Rulilor | The War against the Rull   | Ruxandra Vasilescu-Potlog    | 1988           | [ 17 ]      |

## 1992 - 2000
În 1992 au fost publicate numerele 13 și 14 ale colecției. Din 1995 au fost publicate câteva volume nenumerotate în această colecție.
| Nr. | Autor(i)        | Titlu                             | Titlu original                | Traducător(i)                                                    | Data apariției | Note / Ref. |
| --- | --------------- | --------------------------------- | ----------------------------- | ---------------------------------------------------------------- | -------------- | ----------- |
| 13  | Isaac Asimov    | Caverne de oțel                   | The Caves of Steel            | Ruxandra Todiraș                                                 | 1992           | [ 18 ]      |
| 14  | Lino Aldani     | Eclipsă 2000                      | Eclissi 2000                  | Doina Opriță                                                     | 1992           | [ 19 ]      |
| -   | Stanislaw Lem   | Edificiul nebuniei absolute       | Pamiętnik znaleziony w wannie | Cristian Tudor Popescu                                           | 1995           | [ 20 ]      |
| -   | Margaret Atwood | Galaad 2195                       | The Handmaid's Tale           | Monica Bottez                                                    | 1995           | [ 21 ]      |
| -   | Karel Čapek     | Fabrica de absolut                | Továrna na absolutno          | Jean Grosu                                                       | 1995           | [ 22 ]      |
| -   | Stanislaw Lem   | Întoarcerea din Stele • Golem XIV | Powrót z gwiazd               | Mihai-Dan Pavelescu, Cristian Tudor Popescu, Constantin Geambașu | 1997           | [ 23 ]      |
| -   | Peter Nilson    | Paznicul Universului              | Rymdväktaren                  | Monica Bunu                                                      | 2000           | [ 24 ]      |